# جنگ کرت
جنگ کرت بین سال ۱۶۴۵ (میلادی) و ۱۶۶۹ (میلادی) در جزیره کرت بین نیروی‌های عثمانی و جمهوری ونیز رخ داد. این نبرد در آغاز قرن ۱۷ (میلادی) زمانی که قلمرو ونیزها خارج از دریای آدریاتیک به سرزمین‌های تحت حکومت عثمانی نزدیک شده بود، اتفاق افتاد.

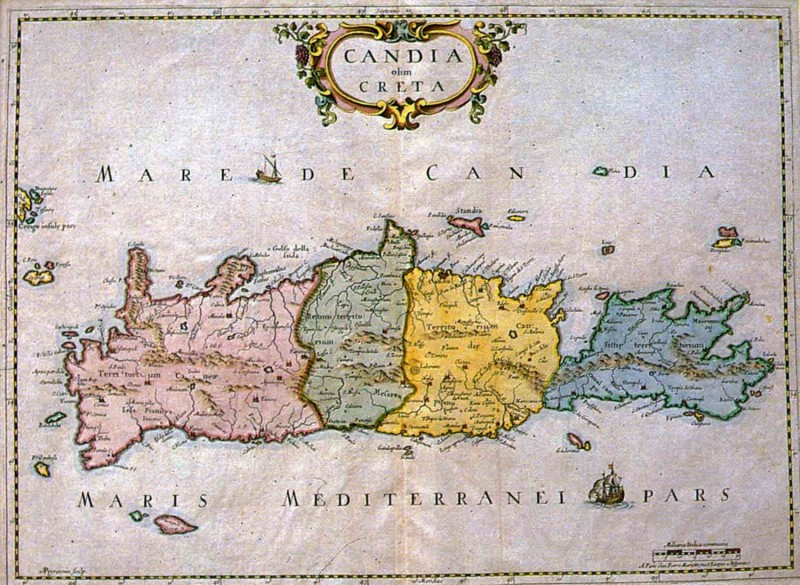
جزیره کرت

کرت بزرگ ترین و ثروتمند ترین مستعمره ونیز بود که جنگ در اصل به جهت تسلط بر این جزیره رخ داد.اگرچه بیشتر جزیره کرت در چند سال اول جنگ توسط عثمانی ها فتح شد، اما قلعه کاندیا (هراکلیون امروزی)، پایتخت کرت، با موفقیت مقاومت کرد. محاصره طولانی آن موجب شد لرد بایرون آن را "رقیب تروی" بنامد.این موضوع هر دو طرف را مجبور کرد تا توجه خود را بر جمع کردن نیروها در جزیره متمرکز کنند. برای ونیزی ها، تنها امید آنها برای پیروزی بر ارتش بزرگتر عثمانی در کرت در گرسنگی نیرو های عثمانی بود. به این منظور سعی در قطع ارتباط نیروهای حاضر در جزیره داشتند تا تدارکات و نیروهای کمکی به آن ها نرسد. از این رو جنگ به مجموعه ای از برخوردهای دریایی بین دو نیروی دریایی و متحدان آنها تبدیل شد. در طول جنگ کشورهای مختلف اروپای غربی به ونیز کمک کردند، این کمک ها که با تشویق پاپ و احیای روحیه صلیبی رخ داد موجب شد، مردان، کشتی‌ها و تدارکات متعددی را کشور های غربی برای دفاع از مسیحیت بفرستند. در طول جنگ، ونیز برتری کلی نیروی دریایی را حفظ کرد و در بیشتر درگیری‌های دریایی پیروز شد، اما تلاش‌ها برای محاصره داردانل تنها تا حدی موفقیت‌آمیز بود و جمهوری هرگز کشتی‌های کافی برای قطع کامل جریان تدارکات و نیروهای کمکی به کرت نداشت. عثمانی‌ها به دلیل آشفتگی داخلی و نیز انحراف نیروهایشان به شمال به سمت ترانسیلوانیا و سلطنت هابسبورگ، مانع موفقیت تلاش‌های ونیز شدند.
درگیری طولانی مدت اقتصاد جمهوری را که به تجارت سودآور با امپراتوری عثمانی متکی بود، فرسوده کرد. در دهه ۱۶۶۰ میلادی ، علیرغم افزایش کمک‌های سایر ملل مسیحی، خستگی از جنگ نمودار شد. از سوی دیگر، عثمانی‌ها که توانسته بودند نیروهای خود را در کرت حفظ کنند و تحت رهبری توانای خانواده کوپرولو تقویت شده بودند، آخرین لشکر بزرگ خود را به جزیره فرستادند. در سال ۱۶۶۶ تحت نظارت مستقیم وزیر بزرگ مرحله نهایی و خونین ترین مرحله محاصره کاندیا آغاز شد و بیش از دو سال به طول انجامید. این بار جنگ با تسلیم قلعه از طریق مذاکره به پایان رسید و سرنوشت جنگ با پیروزی عثمانی ها مشخص شد. در معاهده صلح نهایی، ونیز چند قلعه جزیره ای منزوی را در نزدیکی کرت حفظ کرد و در دالماسی دستاوردهای ارضی به دست آورد. میل ونیزی به بازگشت،  به جنگی دوباره منتهی شد، که از آن ونیز پیروز بیرون آمدند. با این حال، کرت تا سال ۱۸۹۷ تحت کنترل عثمانی باقی ماند و در آن سال کرت به یک ایالت خودمختار تبدیل شد. سرانجام کرت در سال ۱۹۱۳ میلادی به یونان ملحق شد.

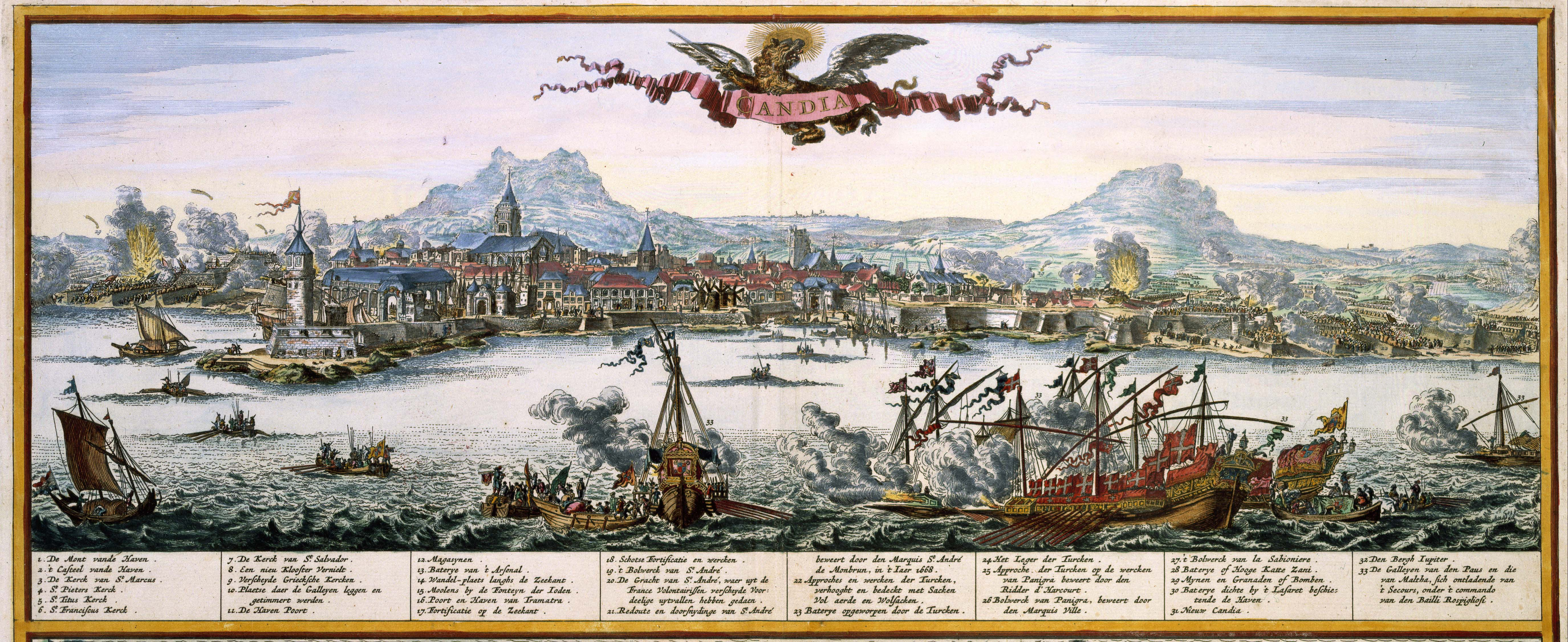
اطلس ون در هاگن-کاندیا

## پیش زمینه
پس از از دست دادن قبرس در چهارمین جنگ عثمانی-ونیز(۱۵۷۰–۱۵۷۳)، جزیره کرت ("پادشاهی کندیا") آخرین جزیره بزرگ در خارج از ونیز بود.  موقعیت استراتژیک مهم آن، آن را به هدف آشکاری برای توسعه آینده عثمانی تبدیل کرد، این در حالی بود که اندازه و زمین حاصلخیزتر، همراه با وضعیت بد قلعه های آن، کرت را به هدفی وسوسه انگیزتر نسبت به مالت برای عثمانی تبدیل کرده بود. در طرف ونیزی، "سرنیسیما" با نظامی های ضعیف و وابستگی زیاد به تجارت ، مشتاق بود که عثمانی ها را به جنگ تحریک نکند. از این رو ونیز با دقت مفاد معاهده خود با عثمانی ها را رعایت کرد و بیش از شصت سال روابط مسالمت آمیز بین طرفین را تضمین کرد. اقتصاد این کشور که زمانی به دلیل کنترلش بر شرق تجارت ادویه رونق یافته بود، در نتیجه باز شدن مسیرهای تجاری جدید اقیانوس اطلس و از دست دادن بازار مهم آلمان به دلیل  جنگ سی ساله از رونق افتاده بود. بعلاوه، جمهوری ونیز درگیر یک رشته جنگ در شمال ایتالیا شده بود، مانند جنگ مانتوان و پیشتر به واسظه شیوع طاعون  ضعیف شده بود.
البته پتانسیل درگیری بین عثمانی ها و ونیز همچنان وجود داشت، همانطور که در سال ۱۶۳۸ مشخص شد، زمانی که یک ناوگان ونیزی اقدام به حمله و نابودی ناوگانی از دزدان دریایی بربری کردند.. سلطان مراد چهارم خشمگین شد: او تهدید کرد که همه ونیزی‌های امپراتوری را اعدام خواهد کرد و تجارت با ونیز  را تحریم خواهد کرد. سرانجام، و با توجه به اینکه عثمانی ها هنوز درگیر جنگ با فارس ها بودند، با پرداخت غرامت به عثمانی، احتمال درگیری از بین رفت.  پولک دوزی.
اما اتفاقی مشابه در سال ۱۶۴۴ نتیجه ای کاملاً متفاوت داشت: در ۲۸ سپتامبر، شوالیه‌های مالت به کاروان کشتی‌های بادبانی عثمانی حمله کردند. این کشتی ها در مسیر قسطنطنیه به  اسکندریه، تعدادی حاجی عازم مکه را حمل می کردند،  در جریان حمله سانبول آقا و بیشتر زائران کشته شدند،همچنین ۳۵۰ مرد و ۳۰ زن را مهاجمان به اسارت گرفتند   تا به عنوان برده بفروشند. سپس مهاجمان برای چند روز در بندر کوچکی در سواحل جنوبی کرت پهلو گرفته و تعدادی ملوان و برده را از کشتی پیاده کرد. و پورته ونیزی‌ها را به تبانی عمدی با شوالیه‌ها متهم کردند، چیزی که ونیزی‌ها به شدت آن را رد کردند. در آن زمان حزب شاهین در دربار عثمانی مسلط بود، این حادثه بهانه‌ای عالی برای جنگ با ونیز ضعیف‌شده تلقی شدفراهم کرد. علیرغم یک دوره طولانی مذاکرات که تا سال ۱۶۴۵ به طول انجامید و در مقابل مخالفت های وزیر اعظم سلطان زاده محمد پاشا، تصمیم به جنگ  گرفته شد.  به سرعت یک لشکر با بیش از ۵۰۰۰۰ نیرو و بنا به گفته‌ها ۴۱۶  کشتی، زیر نظر کاپودان پاشا سیلهدار یوسف پاشا، داماد سلطان، تشکیل شد. ناوگان عثمانی در ۳۰ آوریل از داردانل حرکت کرد و به سمت بندر ناوارینو در پلوپونز رفت و سه هفته در آنجا ماند. هدف نهایی ناوگان اعلام نشد، اما عثمانی‌ها، برای رفع ترس ونیزی‌ها، تلویحاً اعلام کردند که به مالت خواهند رفت .

## نتایج
تسلیم کاندیا به چهار قرن و نیم حکومت ونیزی در کرت پایان داد و امپراتوری عثمانی را به اوج توسعه سرزمینی خود رساند.در عین حال، هزینه ها و تلفات وارده در طول این جنگ طولانی کمک زیادی به زوال دولت عثمانی در اواخر قرن هفدهم کرد.از سوی دیگر، ونیز بزرگترین و مرفه ترین مستعمره خود را از دست داده بود، موقعیت تجاری برتر آن در دریای مدیترانه افول یافت  و خزانه آن کشور خالی شد به نحوی که ۴۲۵۳۰۰۰ دوکات برای دفاع از کاندیا هزینه شد. برای جبران این هزینه ها، دستاوردهایی از قبیل بازگشت دالماسی( که در سال ۱۶۷۰ به ونیز بازگشت) ناکافی بود.  موروسینی به اتهام نافرمانی و خیانت محاکمه شد، اما تبرئه شد. پانزده سال بعد، او نیروهای ونیزی را در جنگ مورین رهبری کرد، جایی که جمهوری برای آخرین بار تلاش کرد تا تلفات خود را معکوس کند و خود را به عنوان یکی از قدرت های بزرگ مدیترانه شرقی بشناساند.<در طول آن جنگ، در سال ۱۶۹۲ میلادی، یک ناوگان ونیزی تلاش کرد تا  کاندیا را پس بگیرد، اما این تلاش شکست خورد. آخرین دژهای ونیزی در کرت در آخرین جنگ عثمانی و ونیزی در سال ۱۷۱۵ سقوط کرد. کرت تا سال ۱۸۹۷ میلادی تحت کنترل عثمانی باقی ماند، و در آن سال به ایالت خودمختار تبدیل شد. این جزیره تا زمان جنگ‌های بالکان تحت فرمان عثمانی‌ها باقی ماند. در پایان جنگ مزبور سلطان عثمانی از هر ادعایی در مورد این جزیره صرفنظر کرد  و در۱  دسامبر ۱۹۱۳ کرت به طور رسمی به یونان ملحق شد.